# State Hockey Centre
State Hockey Centre (prije: Pines Hockey Stadium) je stadion za šport hokej na travi. 
Nalazi se u australskom gradu Adelaideu.
Od značajnijih međunarodnih natjecanja, na njemu se održao Prvački trofej 1997. godine.